# Шеклфорд, Тед
Теодор Тиллмен (Тед) Шеклфорд III (англ. Theodore Tillman "Ted" Shackelford, III, род. 23 июня 1946 года в Оклахома-Сити) — американский актёр, наиболее известный по роли Гэри Юинга в длительном телесериале «Тихая пристань», в котором он снимался с 1979 по 1993, на протяжении всего периода трансляции. Он также играл эту роль в телесериале «Даллас», спин-оффом которого является «Тихая пристань».
До «Далласа» Шеклфорд снимался в дневной мыльной опере «Другой мир». В разные годы он был гостем в таких сериалах как «Отель», «Сумеречная зона», «Практика», «Расследование Джордан» и «Грязные мокрые деньги». Начиная с 2006 года он снимается в дневной мыльной опере «Молодые и дерзкие» в роли Джеффри Бардуэла. Спустя два десятилетия он повторил свою роль во втором сезоне телесериала «Даллас», одноименном продолжении оригинального шоу.

## Фильмография
- 1975—1977 — Другой мир / Another World
- 1979—1991 — Даллас / Dallas (9 эпизодов)
- 1979—1993 — Тихая пристань / Knots Landing (342 эпизода)
- 1994—1995 — Космический полицейский участок / Space Precinct (24 эпизода)
- 1996 — Саванна / Savannah (10 эпизодов)
- 1997 — Тихая пристань: Возвращение в тупик / Knots Landing: Back to the Cul-de-Sac (мини-сериал)
- 2006-наст. время — Молодые и дерзкие / The Young and the Restless
- 2013 — Даллас / Dallas